# ベノムビンAB
ベノムビンAB(Venombin AB、EC 3.4.21.55)は、以下の化学反応を触媒する酵素である。
フィブリノーゲンのArg-結合を選択的に切断し、フィブリンを生成して、フィブリノペプチドAとBを遊離する。
この酵素は、ガボンアダーの毒から単離された。